# Lista de medalhas sul-africanas nos Jogos Olímpicos da Juventude
Este anexo contém uma lista detalhada das medalhas da África do Sul nos Jogos Olímpicos da Juventude, de Verão, de Inverno e os totais combinados e parciais.

## A Lista
| Edição                                        | Medalha | Nome                                                   | Esporte   | Evento                       |
| --------------------------------------------- | ------- | ------------------------------------------------------ | --------- | ---------------------------- |
| Verão de 2010 (2 Ouros, 4 Pratas e 3 Bronzes) | Ouro    | Jacques Du Plessis                                     | Atletismo | Arremesso de disco masculino |
| Verão de 2010 (2 Ouros, 4 Pratas e 3 Bronzes) | Ouro    | Chad le Clos                                           | Natação   | 200 m medley masculino       |
| Verão de 2010 (2 Ouros, 4 Pratas e 3 Bronzes) | Prata   | Ruan Greyling                                          | Atletismo | 400 m masculino              |
| Verão de 2010 (2 Ouros, 4 Pratas e 3 Bronzes) | Prata   | Chad le Clos                                           | Natação   | 100 m borboleta masculino    |
| Verão de 2010 (2 Ouros, 4 Pratas e 3 Bronzes) | Prata   | Chad le Clos                                           | Natação   | 200 m borboleta masculino    |
| Verão de 2010 (2 Ouros, 4 Pratas e 3 Bronzes) | Prata   | Chad le Clos                                           | Natação   | 400 m livre masculino        |
| Verão de 2010 (2 Ouros, 4 Pratas e 3 Bronzes) | Bronze  | Rudolph Pienaar                                        | Atletismo | Salto em distância masculino |
| Verão de 2010 (2 Ouros, 4 Pratas e 3 Bronzes) | Bronze  | Chad le Clos Murray McDougall Dylan Bosch Pierre Keune | Natação   | 4x100 m livre masculino      |
| Inverno de 2012 (sem medalhas)                | —       | —                                                      | —         | —                            |
|                                               |         |                                                        |           |                              |
| Totais - Verão                                |         |                                                        |           |                              |
| Ouro                                          | 2       | 2                                                      | 2         | 2                            |
| Prata                                         | 4       | 4                                                      | 4         | 4                            |
| Bronze                                        | 3       | 3                                                      | 3         | 3                            |
| Total                                         | 9       | 9                                                      | 9         | 9                            |
| Totais - Inverno                              |         |                                                        |           |                              |
| Ouro                                          | 0       | 0                                                      | 0         | 0                            |
| Prata                                         | 0       | 0                                                      | 0         | 0                            |
| Bronze                                        | 0       | 0                                                      | 0         | 0                            |
| Total                                         | 0       | 0                                                      | 0         | 0                            |
| Totais - Verão + Inverno                      |         |                                                        |           |                              |
| Ouro                                          | 2       | 2                                                      | 2         | 2                            |
| Prata                                         | 4       | 4                                                      | 4         | 4                            |
| Bronze                                        | 3       | 3                                                      | 3         | 3                            |
| Total de Medalhas                             | 9       | 9                                                      | 9         | 9                            |